# Lotta Nilsson
Lotta Nilsson, född 1980 eller 1981, är en svensk sångerska som åren 2000–2004 var sångerska i dansbandet Candela.
Lotta Nilsson och Glenn Borgkvist deltog tillsammans i den svenska Melodifestivalen 2004 med melodin "Boom Bang a Bang", en duett som slogs ut vid deltävlingen i Malmö den 13 mars 2004.
2005 startade hon coverbandet Easy Kit.